# Schefferville Airport
Schefferville Airport är en flygplats i Kanada.   Den ligger i regionen Côte-Nord och provinsen Québec, i den östra delen av landet, 1 200 km nordost om huvudstaden Ottawa. Schefferville Airport ligger 520 meter över havet. Den ligger vid sjöarna  Lac Easel Lac John Lac Knob och Lac Maryjo.
Terrängen runt Schefferville Airport är huvudsakligen platt, men västerut är den kuperad. Trakten runt Schefferville Airport är nära nog obefolkad, med mindre än två invånare per kvadratkilometer.. Närmaste större samhälle är Schefferville, 1,8 km väster om Schefferville Airport. 